# Concatedral de la Sagrada Familia (Kuwait)
La Concatedral de la Sagrada Familia de Kuwait es el nombre que recibe un templo religioso católico localizado en la ciudad de Kuwait, capital del Estado de Kuwait. Se encuentra a poca distancia de las aguas del Golfo Pérsico, se trata de un edificio de piedra arenisca que funcionó como sede del obispo católico de Kuwait. Su primera piedra fue colocada en 1957 y fue inaugurado oficialmente en 1961, en terrenos cedidos por su alteza el emir de Kuwait en 1956. Para 2008 estaba bajo la responsabilidad del reverendo padre Melwyn D'Cunha. Fue la catedral del vicariato apostólico de Arabia Septentrional hasta su traslado, el 10 de diciembre de 2021, a la nueva catedral de Nuestra Señora de Arabia en Baréin. Desde entonces es concatedral del vicariato apostólico.